# بيان نويهض الحوت
بيان عجاج نويهض الحوت (أم هادر) (1937- 2025 م) مؤرخة، صحافية، سياسية وأستاذة جامعية فلسطينية لبنانية.

## سيرتها
ولدت في مدينة القدس، درست في كلية شميدت للبنات. بعد النكبة هجرت العائلة القدس الغربية واختار والدها عجاج نويهض البقاء في الأردن، حيث درست في عمان ودار المعلمات في رام الله. وفي أواخر خمسينات القرن الماضي عادت مع أسرتها نهائياً إلى مسقط رأسها في لبنان، فأتمت دراستها العليا، ونالت الدكتوراة في العلوم السياسية من الجامعة اللبنانية وكان قد أشرف عليها أنيس صايغ، ثم انصرفت إلى التدريس في الجامعة نفسها. كانت قد عملت بالصحافة في مجلة الصياد، ثم رئيسة لقسم التوثيق في «مركز الأبحاث» الفلسطيني، وفي «مركز دراسات الوحدة العربية».
والدها هو السياسي عجاج نويهض، والدتها الروائية جمال سليم وخالها هو فؤاد سليم، تأثرت بيان أدبيًا بوالدتها وابنة خالتها الناقدة سلمى الخضراء الجيوسي.
تزوجت شفيق الحوت أحد مؤسسي جبهة التحرير الفلسطينية، والذي كان ممثلًا لمنظمة التحرير الفلسطينية في لبنان بين عامي 1964 و1993.

## مؤلفاتها
- القيادات والمؤسسات السياسية في فلسطين، 1917 - 1948.
- الشيخ المجاهد عز الدين القسام في تاريخ فلسطين" (1987).
- فلسطين: القضية، الشعب، الحضارة: التاريخ السياسي من عهد الكنعانيين حتى القرن العشرين.
- مذكرات عجاج نويهض: ستون عاماً مع القافلة العربية.
- صبرا وشاتيلا: أيلول 1982. بيروت: مؤسسة الدراسات الفلسطينية، 2003.

## جوائزها
- 2014 – كرمها السفير الفلسطيني لدى لبنان أشرف دبور بدرع خاص لها لدورها الوطني والقومي.[7]
- 2015 – سلمها عثمان أبو غربية جائزة القدس للثقافة والإبداع التقديرية لإنجازاتها المميزة في الثقافة الوطنية الملتزمة التي تنتصر للقدس وللفضية الفلسطينية ولقضايا الإنسان والمجتمع.[7]

## وفاتها
أُعلنت وفاة بيان نويهض مساء يوم السبت 17 المحرَّم 1447هـ الموافق 12 يوليو (تَمُّوز) 2025م في بيروت.